# Рио-Нарди, Паоло
Паоло Рио-Нарди (итал. Paolo Rio Nardi; 1899, Болонья — 1984, Флоренция) — итальянский пианист и музыкальный педагог.
Сын железнодорожного служащего. Учился у Джузеппе Буонамичи, после его смерти в 1914 году перешёл вместе с Грегорией Гобби (в дальнейшем партнёршей по фортепианному дуэту и женой) в класс Эдгардо дель Валле-де-Паса, после конфликта с которым оба юных музыканта окончили Флорентийскую консерваторию уже по классу Эрнесто Консоло, Рио-Нарди считался его любимым учеником. В начале 1920-х годов познакомился с Ферруччо Бузони и брал у него уроки в Италии, однако от предложения учиться у него в Берлине отказался.
В 1916 году дебютировал на концертной сцене как солист, в 1918 году как участник фортепианного дуэта. Был известен, прежде всего, как интерпретатор музыки Фридерика Шопена. Выступал с такими дирижёрами, как Пьер Монтё и Эдуард ван Бейнум. Первый исполнитель сонаты для виолончели и фортепиано Франко Альфано (26 января 1927 года в Париже, с виолончелистом Ивом Шардоном).
С 1929 года преподавал во Флоренции, затем в Болонье и Венеции, в 1950—1960-е годы в Моцартеуме, с 1968 года и до конца жизни вновь во Флорентийской консерватории. Среди его учеников, в частности, американский музыковед и педагог Элизабет Карр (автор монографии о Шуре Черкасском). Подготовил издание избранных клавирных токкат Алессандро Скарлатти (1948).
Внук — пианист Грегорио Нарди.